# Turismo no Rio Grande do Sul

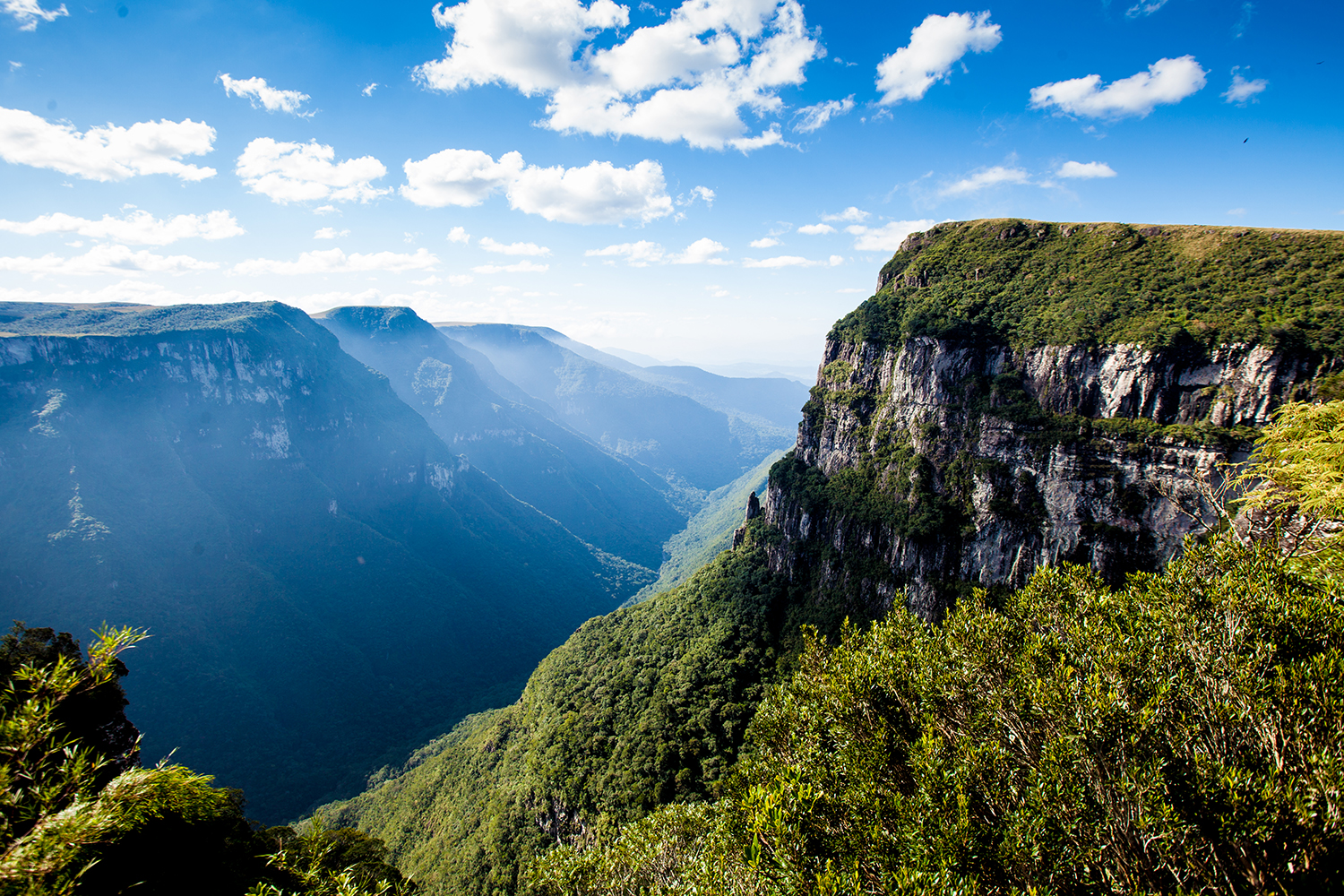
Cânion Fortaleza

O Rio Grande do Sul é um estado com vastas opções de turismo. O estado recebeu, em 2016, 1,1 milhão de turistas de fora do país. As praias do litoral norte nas cidades de Capão da Canoa, Tramandaí e Torres são as mais conhecidas no estado, esta última apresentando falésias. São três pedras que ficam na beira do mar, sendo que uma delas avança mar a dentro em uma altura de 30 metros. As serras atraem milhares de turistas todos os anos, no inverno e verão. Na conhecida como "Pequena Itália", em que se localizam as cidades de Caxias do Sul, Bento Gonçalves e Garibaldi, pode-se encontrar as melhores vinícolas do Brasil. Ainda a oeste, se encontram as Missões Jesuíticas, na cidade de São Miguel das Missões e arredores.
A Secretaria do Turismo do Rio Grande do Sul é responsável pela políticas de turismo no Estado do Rio Grande do Sul.

## Serra Gaúcha
As cidades de Gramado e Canela são conhecidas na época de Natal pela decoração das cidades, juntamente com os parques natalinos. No inverno, os turistas visitam essas cidades juntamente com São José dos Ausentes e Cambará do Sul, devido às temperaturas baixas, frequentemente negativas e com a possibilidade de queda de neve. Nas mesmas se encontram os cânions de Itaimbezinho e da Fortaleza, os quais são dos maiores do Brasil. Em Gramado acontece o Festival de Cinema.
Existem vários roteiros turísticos consolidados na região de colonização italiana, com uma variedade de opções que vão do turismo ecológico e esportivo ao gastronômico e histórico-cultural. A região é rica em edificações históricas dos imigrantes, tem uma culinária farta e saborosa, festas tradicionais como a Festa da Uva atraem multidões, e o cenário natural é acidentado e atraente, próprio para caminhadas e excursões ou mesmo esportes radicais.

## Vale dos Vinhedos
Também nas serras do estado, em Bento Gonçalves e Garibaldi, se localizam a maior concentração de produtores de vinho do país. Mais ao sul, na região da Campanha, está situada a segunda mais importante área produtora.
O estado é privilegiado pela sua condição geoclimática, estando situado no início da faixa entre os paralelos 30° e 50°, considerada ideal para a produção de uva vinífera. Isso lhe permite a produção de cepas nobres de uvas europeias, como Merlot, Chardonnay e Cabernet Sauvignon, entre outras.

## Litoral
Ao Norte, o litoral do estado nasce em uma pequena faixa entre o mar e a serra, onde se encontra o maior cordão de lagos da América Latina. São cerca de 50 lagos, que se ligam através de rios e canais. No sul, encontra-se o maior complexo lacustre do mundo, constituído pela Lagoa dos Patos e Lagoa Mirim, as duas maiores do Brasil. Nesse ponto, passa a ser acompanhado por áreas de reservas naturais de preservação que vão até o extremo sul do Brasil, na cidade de Chuí. A costa é retilínea, com cerca de 622 km de extensão, constituindo uma das mais extensas e contínuas praias arenosas do mundo, na qual o visitante encontra rios, praias de água doce, mar aberto, dunas móveis e fixas, com mais de 10 metros de altura, lagos e serra.

## Rota do Yucumã
Localizada no noroeste do estado, é conhecida pelo salto d'água homônimo.

## Termas
Na cidade de Nova Prata, em meio à mata nativa, há um parque temático com fontes que jorram águas termais numa temperatura de 41°C, a qual possui excelentes propriedades medicina medicinais e terapia terapêuticas.

## Parques Nacionais
- Aparados da Serra (RS-SC), onde se encontra o Itaimbezinho, um dos maiores cânions do Brasil.
- da Lagoa do Peixe, com 34.400 ha.
- da Serra Geral,  com 17.3000 ha, onde estão se destacam cânions como o Fortaleza, o Churriado e o Malacara.
- Estação Ecológica do Taim, entre Santa Vitória do Palmar e Rio Grande.

## Parques Estaduais
- Parque Estadual de Camaquã
- Parque Estadual do Caracol
- Parque Estadual do Delta do Jacuí
- Parque Estadual do Espinilho
- Parque Florestal Estadual Espigão Alto
- Parque Estadual de Itapuã
- Parque Estadual de Nonoai
- Parque Estadual de Rondinha
- Parque Estadual de Tainhas
- Parque Estadual de Torres
- Parque Estadual da Guarita
- Parque Florestal do Turvo